# Alfabeto de Sirá

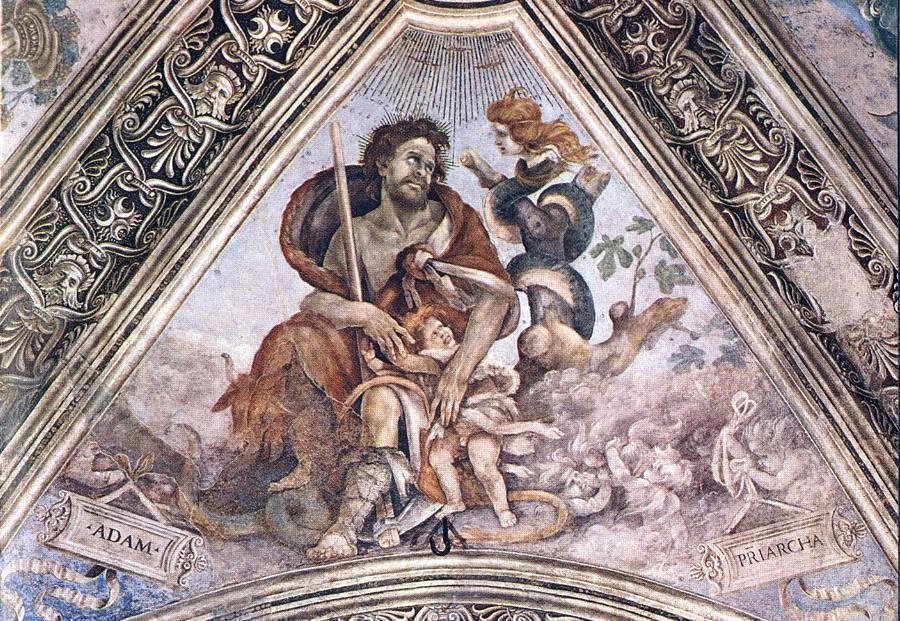
Adán sosteniendo un infante en presencia de Lilit, la ladrona de niños.

El alfabeto de Sira (arameo babilónico judío: (אלפא-ביתא דבן סירא, romanizado: Alpā-Bethā də-Ben Sirā   ) es un texto anónimo de la Edad Media inspirado en el Libro del Eclesiástico, escrito en un país musulmán entre los años 700 y 1000. Es una compilación de dos listas de proverbios, 22 en arameo babilónico judío y 22 en hebreo medieval, ambos ordenados como acrósticos alfabéticos. Cada proverbio está seguido de un comentario agádico . Adolf Neubauer y Abraham Epstein argumentan que se trata de un carácter satírico, pero esto fue rechazado por Louis Ginzberg . 
El texto se tradujo al latín, al yiddish, al judeoespañol, al judeopersa, al francés y al alemán . Aparece una traducción al inglés realizada por Norman Bronznick  en Stern y Mirsky (1998), y en 1984 se publicó una edición crítica escrita por Eli Yassif bajo el título סיפורי בן סירא בימי הביניים. 

## Proverbios arameos
Los proverbios en arameo son la parte más antigua del libro. Cinco de ellos se pueden rastrear hacia atrás en el tiempo hasta la literatura talmúdico-midráshica. Los comentarios en hebreo, que ilustra los proverbios con fábulas, son mucho más reciente.
En la lectura de Ginzberg: 
1. "Honra al médico antes de tener necesidad de él" (Eclesiástico 38:1).
2. "Si un hijo no se comporta como tal, déjalo flotar en las aguas".
3. "Roe el hueso que te toca en suerte, ya sea bueno o malo".
4. "El oro debe martillarse y el niño debe ser golpeado".
5. "Sé bueno y no rechaces tu ración de Bien".
6. "Aflígate del hombre malvado y de sus compañeros".
7. "Echa tu pan sobre las aguas y sobre la tierra, porque después de muchos días lo hallarás" (Eclesiastés 11:1).
8. “¿Has visto un asno negro? [Entonces] no era ni negro ni blanco”.
9. "No concedas bien alguno a lo que es malo y nada malo te sucederá".
10. "No reprimas tu mano de hacer el bien".
11. "La novia entra en la cámara nupcial y, sin embargo, no sabe qué le sucederá".
12. “Al sabio le basta un guiño; el necio necesita un golpe” (Proverbios 22:15).
13. "El que honra a los que le desprecian es como un asno".
14. “El fuego, cuando se enciende, quema muchas gavillas” (Santiago 3:5).
15. "Una anciana en la casa es un buen augurio".
16. "A un buen fiador hay que recurrir para cien días; a uno malo, para cien mil".
17. "Levántate rápidamente de la mesa y evitarás disputas".
18. "En tus negocios trata sólo con los rectos".
19. "Si los bienes están cerca, su dueño los consume; pero si están lejos, lo consumen a él".
20. "No reniegues de un viejo amigo".
21. “Puedes tener sesenta consejeros, pero no dejes de lado tu propia opinión”.
22. "El que primero estuvo saciado, y después tuvo hambre, te ofrecerá su mano; pero no el que primero estuvo hambriento, y después satisfecho."

## El segundo alfabeto
Los 22 proverbios en hebreo son bastante diferentes en esencia de los arameos y son mucho más recientes. La mitad de los proverbios están tomados del Talmud y se utilizan solo para la introducir de una serie de leyendas en torno a Ben Sira. A este se lo presenta como el hijo de Jeremías, dado a luz por la hija del profeta, quien se sumergió en una mikve en la que Jeremías fue previamente obligado a depositar su semilla. La fama de Ben Sira llegó hasta Nabucodonosor II, quien lo mandó a llamar a su corte. Nabucodonosor le propone diversas pruebas a Ben Sira, quien responde con 22 historias.
Ediciones:
- Salónica, 1514, se conservan dos copias conocidas
- Constantinopla, 1519, hay una copia completa conocida en la Biblioteca Británica, una defectuosa en la de Bodleian y otra defectuosa en Basilea .
- Venecia, 1544, reimpreso por Steinschneider en 1854; la mayoría de las ediciones posteriores se basan en esta última.